# Roots: Wij zwarten
Roots: The Saga of an American Family is een roman van de Amerikaanse schrijver en journalist Alex Haley, die in 1976 uitkwam. In het Nederlands werd het boek uitgegeven onder de naam Roots: Wij zwarten. Voor de televisie zijn er twee veelbekeken miniseries van gemaakt, waardoor het woord "roots" – in de betekenis van iemands wortels (afstamming) – ook in de Nederlandse taal gangbaar is geworden. Hoewel het werk fictie is, wekken voorwoord en vorm de indruk van een autobiografie. De auteur claimt dat het werk het resultaat is van twaalf jaar research.

## Het verhaal
Haley vertelt over zijn familie, waarvan hij de stamboom heeft kunnen volgen tot de Gambiaan Kunta Kinte, die in 1767 door slavenhandelaren werd ontvoerd en in Amerika werd verkocht aan een planter genaamd Waller.

### Kunta Kinte (Toby) en Bell
Het eerste deel van het boek verhaalt over de geboorte en jeugd van Kunta Kinte in het Mandinkavolk. Dit deel is gebaseerd op de mondeling overgeleverde familieverhalen zoals die in West-Afrika door griots wordt verteld. Kunta is de oudste zoon van Omoro en Binta. Als hij volwassen is, gaat hij in het bos op zoek naar hout om een trommel te maken en wordt gevangen door slavenvangers. De overtocht naar Amerika wordt door Haley uitgebreid beschreven, als onderzoek had Haley de overtocht van Afrika naar Amerika op een vrachtboot gemaakt, waarbij hij de nachten doorbracht in het ruim van het schip om enigszins idee te krijgen van de ontberingen die de slaven doorstonden tijdens de reis.
In Annapolis wordt Kunta verkocht aan een planter, John Waller, en krijgt de slavennaam 'Toby'. Tot drie keer toe weet hij in het onbekende land te ontsnappen, maar wordt telkens weer opgespoord en gevangen. Als hij voor de derde keer door slavenjagers wordt gevangen, hakken ze een deel van zijn voet af. John verkoopt vervolgens Toby aan zijn broer, de arts William Waller. Toby schikt zich langzaam in zijn lot, hetgeen hem als vroom moslim moeilijk valt in het christelijke Amerika. Na een aantal jaren treedt hij in het huwelijk met huishoudster Bell en ze krijgen een dochter die Kizzy wordt genoemd.

### Kizzy
Kizzy groeit min of meer samen op met het nichtje van William Waller, Missy Anne. Alhoewel Kunta zijn uiterste best doet zijn Afrikaans erfgoed aan Kizzy mee te geven, staat Kizzy veel meer onder de invloed van Missy. Ze leert lezen en schrijven, alhoewel dat de slaven op de plantage van Waller streng is verboden. Dit zal ook Kizzy's lot bepalen: als ze als tiener verliefd wordt, schrijft ze een pas voor haar vriend, waarmee deze naar het noorden hoopt te kunnen vluchten. Hij wordt echter gepakt, mishandeld en gedood, en Kizzy wordt ter plekke door Waller afgevoerd naar een slavenveiling. Daar wordt zij verkocht aan Tom Lea, een kleine planter in North Carolina. Door Lea wordt Kizzy meermalen verkracht, en zij bevalt op zeventienjarige leeftijd van een zoon die door Lea 'George' wordt genoemd. Als kind van gemengde afkomst is George lichtbruin, in plaats van de diepzwarte kleur van Kizzy en haar vader.

### Chicken George
George wordt op jeugdige leeftijd het hulpje van Oom Mingo, die voor Tom Lea's vechthanen zorgt. George leert het vak van hanenmelker snel en verdringt langzamerhand Mingo als eerste assistent van Tom Lea. Lea staat hem zelfs toe om met tweedekeus hanen uit te komen in haaggevechten tegen de hanen van andere slaven, vrije zwarten en blanke crackers. George krijgt de bijnaam 'Chicken George'. Als hij 18 is, weet hij Tom Lea ervan te overtuigen de slavin Mathilda te kopen, op wie George verliefd is. George en Mathilda trouwen en krijgen acht kinderen.
Als Tom Lea in een hanengevecht tegen een Engelse hanenmelker alles op het spel zet, en verliest, wordt George ter compensatie met de winnaar meegestuurd naar Engeland, waar hij zes jaar zal blijven.

### Tom Murray
George en Mathilda's derde zoon Tom wordt opgeleid tot smid, en trouwt met slavin Irene, die half-indiaans is. Tom en Irene krijgen ook acht kinderen. Als de slavernij wordt afgeschaft, vertrekt de gehele familie naar Tennessee. Tom en Irenes derde dochter Cynthia wordt de grootmoeder van schrijver Alex Haley.

## Televisieseries
Het boek werd verfilmd tot twee miniseries, Roots (1977) en Roots: The Next Generations (1979), die ook in Nederland werden uitgezonden. Van de eerste is in 2016 een een herwerkte versie uitgezonden.

## Vertaling
De Nederlandse vertaling verscheen in 1976 bij uitgeverij Van Holkema en Warendorf / Unieboek BV te Bussum onder de titel Roots - wij, zwarten en telt 621 pagina's.